# シモーヌ・ヴェイユ (哲学者)
シモーヌ・ヴェイユ（ヴェーユ、Simone Weil, 1909年2月3日 - 1943年8月24日）は、フランスの哲学者である。父はユダヤ系の医師で、数学者のアンドレ・ヴェイユは兄である。
ヴェイユは第二次世界大戦中に英国アシュフォード（ケント）でほぼ無名のまま客死した（享年34）。戦後、知人に託されていたノート（カイエ）を編集した箴言集『重力と恩寵』が出版され、ベストセラーとなった。その後もあちこちに残されていた膨大な原稿・手紙・ノート類を、知人やヴェイユの思想に感銘を受けたカミュが編集・出版するにつれてその深い思索への評価は高まり、多言語で翻訳されるようになった。遺稿は政治思想、歴史論、神学思想、労働哲学、人生論、詩、未完の戯曲、日記、手紙など多岐に渡る。

## 生涯

### 誕生
1909年2月3日、シモーヌ・アドルフィーヌ・ヴェイユ (Simone Adolphine Weil) は父の医師ベルナール・ヴェイユと母セロメア(通称セルマ)の娘としてパリのアパートで誕生した。兄アンドレは3歳年上。1歳を過ぎても固形物を摂ることができず重篤な状態に陥り「この子は生きられない」と医師に言われたが専門家の指導と両親の努力により危機を脱した。

### 幼少期（〜第一次世界大戦）

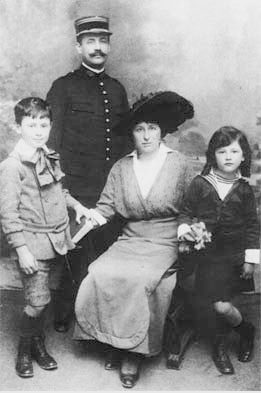
従軍中の父ベルナール、母セルマ、兄アンドレと。7歳

両親は共にユダヤ系であったがその"完全な不可知論"により兄妹をできるだけユダヤ的なものから遠ざけて育てた。1914年、第一次世界大戦勃発と同時に父ベルナールは軍医として招集され各地を転戦した。家族の同行は軍律で禁じられていたが母親セルマは二人の子供・祖母・愛犬を引き連れて夫の任地を追い転々とした。揺れ動く状況下で兄妹の教育は切れ切れとなったが、通信教育などで独学していた兄アンドレがシモーヌに字を教えた。兄妹は父親を驚かせようと隠れて勉強し、新年元旦に父親の前で5歳のシモーヌが新聞を読んでみせ父親を驚かせた。5歳で字が読めるようになったシモーヌはいろんな本を暗記するようになり7歳のときにはラシーヌやコルネイユを暗誦した。
1916年、戦争はおびただしい人命と物資の損耗を重ねながら長期化していた。兄アンドレと7歳のシモーヌはそれぞれ前線にいる"自分の"兵士と手紙を交わすようになり、自分たちのお菓子を前線に送ったりした。シモーヌの文通相手の若い兵士は8歳のシモーヌと会うため許可をとってヴェイユ一家の滞在地を訪れ、彼女と話をした。しかしこの若い兵士は、その後死んだ。9歳のシモーヌは愛国的な詩に熱中するようになった。

### 少女時代（9歳〜）

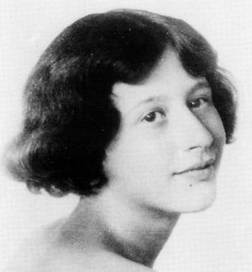
シモーヌ・ヴェイユ12歳（1921年）

1918年に戦争は終結したが、ヴェイユ軍医はすぐ除隊とはならず一家は任地に留った。もう新聞を読める9歳の少女は戦後のヴェルサイユ条約が敗戦国ドイツに過酷すぎると感じた。少女の政治に対する関心は弱い立場に対する同調と抑圧への嫌悪を伴って終生保たれ続けた。
父ベルナールの除隊が認められると一家はパリへ戻り、1919年10月、シモーヌはパリのフェヌロン高等中学に入学した。学校で彼女はその不器用さゆえ製図やデッサンで成績が悪く、母セルマが担当の老嬢の先生を訪ね、娘は血行が悪いため手が腫れているから不器用なのだと訴えると、老嬢は自分の手をたたいてみせ「足りないのはここではございません」と言うと自分の額を叩いて「ここですよ」と答えた。
14歳の時、数学の天才・兄アンドレと自分を比較して自殺を思うほどの劣等感にみまわれたが、数か月苦しんだ末に立ち直った。フェヌロン校でも登校と長期休学を何度かくりかえし1923年末に退学。バカロレア(大学入学資格試験)の準備として家庭教師や、講義を誰にでも公開しているコレージュ・ド・フランスで中世文学研究の大家ベディエの講義を受講し、1924年6月、古典語(ラテン/ギリシア語)のバカロレア試験に15歳で合格した。続けて彼女はデュリュイ高等中学校で二つめのバカロレア試験の準備に励んだ。

### 学生時代（16歳〜）
1925年6月、16歳で哲学のバカロレア(大学入学資格試験)に合格したシモーヌはソルボンヌ大学を含めフランスのどの大学にも入る資格を得たが、さらに上の高等師範学校を目指してアンリ4世高等中学の高等師範入学準備学級(カーニュ)に入った。ここで哲学者アランの教えを受けたことはシモーヌに多大な影響を与えた。シモーヌがアランの授業に接した時期は、アラン自身が最も影響を受けたリセ時代の哲学教師ジュール・ラニョーの回想録を発表したりラニョーの遺稿集の発刊したりしていた時期と重なっていた。シモーヌの同級生には、アランと同じくラニョーの弟子であった農民レオン・ルテリエの息子がいて、夏休みにはレオン・ルテリエの故郷の農園に足繁く通い、前年死去していた彼のノートの筆写をしてルテリエの遺稿集発刊に協力した。在学2年目での受験に失敗したシモーヌは猛勉強を始め、ソルボンヌ大学の講義にも出かけた。
1928年在学3年目のシモーヌはパリの高等師範学校の試験に合格した。彼女は高等師範学校在籍中もアランの講義を受けにアンリ4世校へたびたび出かけ、ソルボンヌ大学にも登録して哲学関係の講義に出席した。1931年7月、22歳のシモーヌは哲学のアグレガシオン（大学教授資格）試験に合格した。

### 教師時代（22歳〜）

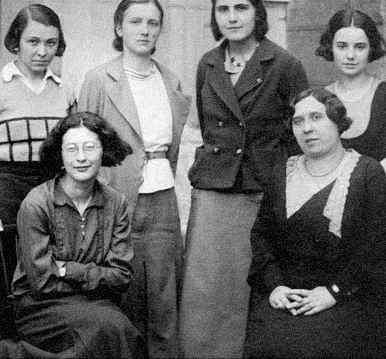
ヴェイユと生徒(後列),校長(前列右)ロアンヌ。24-5歳

1931年9月、シモーヌはル・ピュイ女子高等中学校リセの哲学学級教授に任命される。彼女はル・ピュイで高等師範学校時代から始めていた組合活動を本格化させた。学校でのシモーヌ・ヴェイユも管理者にとって頭の痛い存在で、定められた教科計画に従わず、丸暗記ではなく与えられたテーマを自分の頭で理解することを重視した。地元の保守系新聞にスキャンダルとして報道された“ル・ピュイ事件”－失業者の陳情にシモーヌが同行したことを「過激な“赤い処女”によるデモの煽動」と地元保守新聞がスキャンダル化し、更にシモーヌが採石場の失業者と握手したこともスキャンダルとして騒ぎ立て攻撃し続けた“事件”により赴任一年目で転任を命ぜられた。1932年6月休暇願いを受理されたシモーヌは前年にナチスが選挙で大躍進したドイツへ旅行し、強い衝撃を受けた。
ドイツから帰国したシモーヌは新しい赴任地オセールでも活発な組合活動を続け、今回は哲学クラスの閉鎖という形で追い出された。
1933年8月、3つめの転任で、ロアンヌ女子高等中学に赴任する。在職中も彼女は組合活動を続けたが、組合間の主導権争いや、いくつかの新聞・雑誌への諸投稿で、共産党、コミンテルン、ソ連、スターリニズム、マルクス主義への批判を行なっていった（#政治思想で詳述）。ドイツ旅行のルポではドイツ共産党を批判し、『展望－我々はプロレタリア革命に向かっているのか？』1933<プロレタリア革命>誌では激しい論争を巻き起こし、『戦争に関する考察』1933<社会批評>などコミンテルン批判を含む寄稿を頻繁にしていた（#政治論文参照)。このような共産党批判に伴う軋轢は深刻になっていき、誌上での反論・批判だけでなく、組合の大会でシモーヌの発言の拒否、発言中の野次・罵倒、討議の打ち切り、二度にわたる襲撃計画などに及んだ。
1933年大晦日、フランスに亡命していたレオン(レフ)・トロツキーが希望していた秘密会合のためにシモーヌは両親のアパートを提供したが、その時トロツキーと激論を交わした（#政治思想で詳述）。

### 工場体験（25〜26歳）
1934年冬〜35年夏、休暇願いを出したシモーヌは、複数の工場で未熟工として断続的に8か月間働く。この経験は彼女の内面にいくつか変化をもたらした。疲弊したシモーヌは両親と共にポルトガルへ行き、ひとり立ち寄った夜の寒村で初めてキリスト教との"接触"を得た。
1935年9月、復職願を受理されてブールジュ女子高等中学へ赴任、珍しく校長や同僚との関係は悪くなかったが、校長はシモーヌに関し「実際的成果にマイナスとなる可能性のある悪い健康状態」と危惧していた。ブールジュ時代、シモーヌは体調の悪さにもかかわらず、ナチスの台頭でドイツから逃れてくる活動家たちの亡命を助けていた。
1936年6月パリでゼネラル・ストライキが発生するとパリへの往復を始め、働いていたルノー工場などに入ってストの実態を見聞し、7月14日の民衆デモにも参加した。

### スペイン内戦（27歳〜）

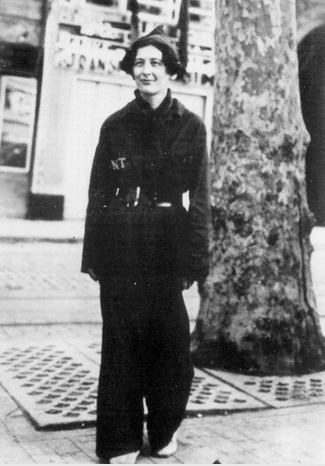
前線から帰還したシモーヌ。スペイン：27歳

同月下旬スペイン内戦勃発の報に接し8月初頭スペインへ渡る。新聞記者を装ってアナーキスト系CNT（労働国民連合）に接触、最下部組織としてフランコ軍と最前線で対峙していた外国人からなる義勇軍小部隊で参加を許された。部隊にいた知り合いのフランス人に小銃の訓練も受けたが、炊事当番に回された。爆撃を受けながら5日間行動を共にした後、炊事用に沸騰していた油に足をつっこんで大やけどを負い、義勇軍を離脱した。

### 帰国（28歳〜）
スペインから帰国したシモーヌは、頭痛および火傷に関する診断書を提出して一年間の病気休暇を認められ、いく人かの医師を訪れついには入院もしたが、治療の見通しは立たなかった。入院中もシモーヌは論文を書きつづけ投稿していた（#政治論文参照)。1937年4〜5月にかけて初のイタリア旅行。フィレンツェではファシスト党の本部に赴き「社会主義者」と名乗り指導者のひとりと会ったりもしたが主に、宗教芸術を巡る旅を続け、聖フランチェスコの礼拝堂があるアッシジに向かった。聖フランチェスコの没後に作られた豪奢なサンタ・マリア・デリ・アンジェリ教会（Papal Basilica of Saint Mary of the Angels in Assisi）に収められた小さな小屋のような礼拝堂ポルツィウンコラ(Porziuncola)の中にひとりで居たときシモーヌは「何か自分よりも強いものに強いられて、生まれてはじめて」ひざまずいた。
1937年10月、サン・カンタン女子高等中学校に赴任したが頭痛の悪化がひどく、1938年1月に2か月強の勤務で再休職した。その後も病休願いを更新し続けねばならず、サン・カンタンが実質的に最後の教師生活となった。休職した後、シモーヌは脳腫瘍をふくめた病因の解明を求めて多くの専門医を歴訪したが、徒労に終わった。激しい頭痛のなか、彼女は母セルマと一緒に復活節前後の祭式で歌われるグレゴリオ聖歌を聴くためソレム修道院の儀式に十日間参列した。シモーヌは、同じように参加していたイギリス青年から英国の詩人ジョージ・ハーバート（George Herbert）の詩「愛」を教えられ、その詩を口唱しているときキリストの降臨を感じる。

### 第二次世界大戦（30歳〜）

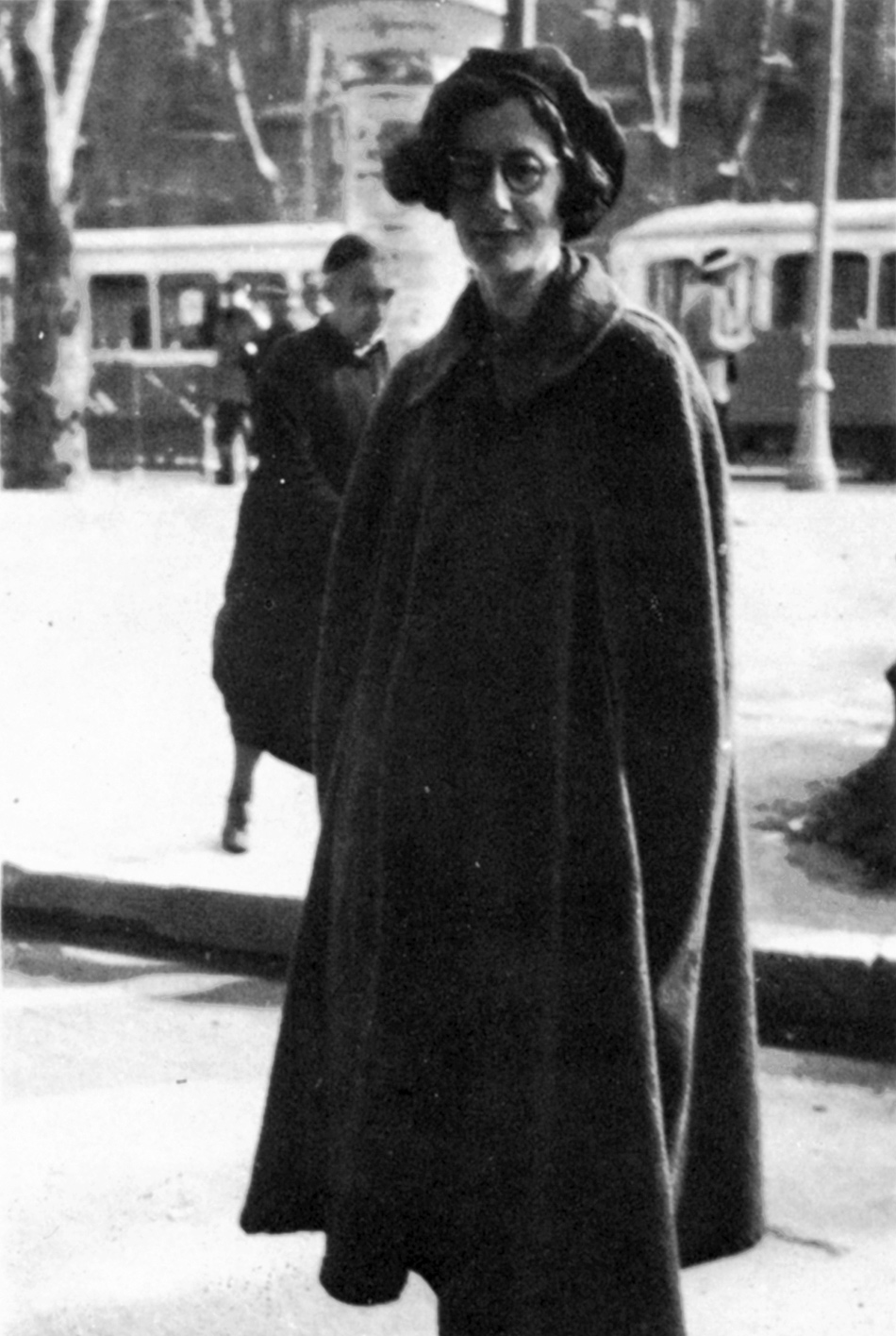
マルセイユのシモーヌ・ヴェイユ32歳（1941年）

1939年9月ドイツのポーランド侵攻に対する英仏の宣戦布告で第二次世界大戦が始まったが、ドイツ軍がいったん動きを止めたため戦闘のない奇妙な戦争状態が続いた。1940年5月ドイツの電撃作戦で連合軍は分断され弱体化、持ちこたえられなくなったフランス政府は6月10日無防備都市宣言をしてパリを放棄しボルドーに臨時政府を移動した（ナチス・ドイツのフランス侵攻）。6月13日シモーヌと両親は買い物のため外出し、通りのあちこちにパリ無防備宣言のビラが貼られているのを見てそのまま家にも戻らずパリを脱出した。翌日ドイツ軍はパリに入った。6月21日フランス政府はドイツとイタリアに降伏し7月1日にヴィシーへ移転、ここを新しい首都とした。
1940年10月フランス臨時政府（ヴィシー政権）は《ユダヤ人法》を発布した。シモーヌが申請していた教職復帰願いも黙殺・あるいは本人に通知されない奇妙な辞令の形で葬り去られた。
1941年6月、友人の紹介で、農業労働従事の希望実現のため、ドミニコ会司祭で避難民を献身的に世話していたペラン（Joseph-Marie Perrin）神父の元を訪れた。以後、マルセイユを離れるまで何度も語り合い手紙のやりとりをした。
ペラン神父は、農業労働を希望していたシモーヌに農民哲学者ギュスターブ・ティボンを紹介した。数週間ティボンの農場で研修したあとシモーヌは、彼の隣村の農場で朝から晩まで一ヵ月間葡萄つみの重労働をした。1941年8月、ヴィシー政権はユダヤ人排斥法を強化し（法令表参照）ユダヤ人の医師の活動も禁止したが、自由地帯（非占領地帯）にいた父ベルナールはシモーヌが働いていたサン・マルセル村に夫婦で滞在し、村の人たちを医師として診療して土地の人たちから人望を得た。
1942年復活祭（3-4月）の時期にカルカソンヌを訪れたシモーヌは、戦傷によってベッドで寝たきりになっていた詩人ジョー・ブスケ（Joë Bousquet）の小屋で一晩語り明かした。一度だけの出会いであったがその後二人は長い手紙のやりとりをした。

### ニューヨーク〜ロンドン（33歳〜）
1942年5月、シモーヌはアメリカ経由でイギリスへ渡りそこからフランスに戻る計画を胸に、両親とともにアメリカに渡る（渡米後、すぐシモーヌは戦禍のフランスから離れた事を後悔し始めた）。4か月後、両親と離れ再び海を越えてロンドンに渡る。
知人のつてでシモーヌは、ロンドンに亡命していたシャルル・ド・ゴールの「自由フランス」本部に行き、文書起草委員として小さな事務室を与えられた。シモーヌがずっと胸に秘めていた「前線看護婦部隊」の創設と彼女自身のそれへの参加という提案書はド・ゴールから「狂気の沙汰」の一言で退けられた。彼女は深く失望しながらも与えられた仕事をこなし、倒れるまでの4か月間ほとんど寝食を忘れるほどの激務ぶりで大量に書き続けた。

### 最期（34歳）

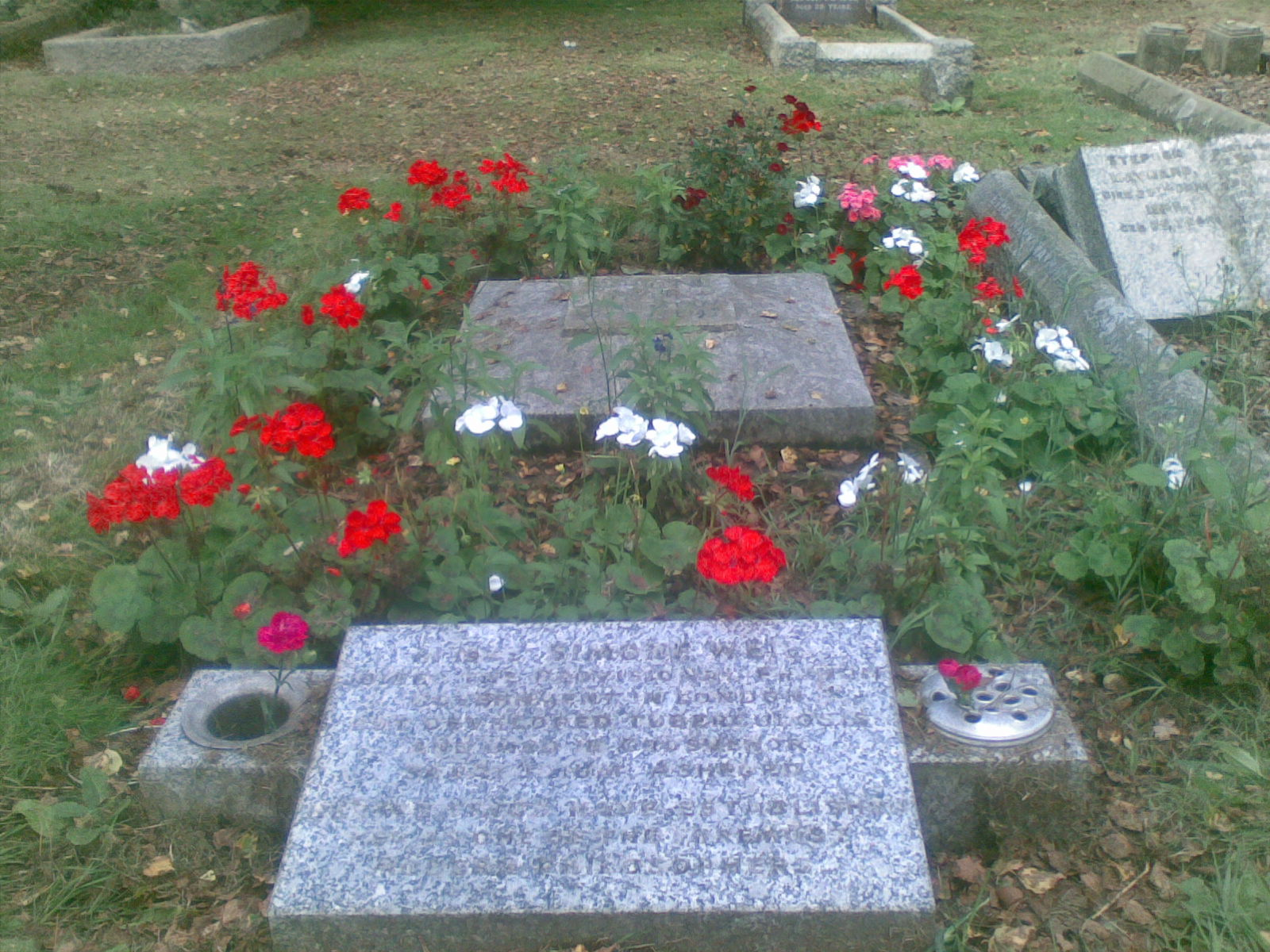
シモーヌ・ヴェイユの墓

1943年4月、下宿の床で昏倒しているシモーヌを友人が発見した。ロンドンの病院に運ばれた彼女は「急性肺結核」と診断されたが、身体的栄養不足によりその回復は妨げられた。彼女は生涯の全時期にわたり繰り返し拒食傾向を示していた。およそ4か月間、ロンドンの病院に入院したあと、8月にアシュフォード（Ashford）のサナトリウムに移った。その1週間後、1943年8月24日の夜、シモーヌ・ヴェイユは静かに息を引きとった。
検死官による死亡診断書は「栄養失調と肺結核による心筋層の衰弱から生じた心臓衰弱。患者は精神錯乱をきたして食事を拒否、自ら生命を絶った。」と記された。後半部分が波紋を起こし、イギリスの新聞2紙が「食物を絶って死ぬ、フランス人一女教師の異常な犠牲行為」との見出しでこの無名の元教師の死を報じた。シモーヌ・ヴェイユの埋葬に立ち会ったのは7人で、その場に司祭はいなかった。生前に一冊の著作もない彼女を知っていたのは家族・知人・関係者だけであった。

### 死後
ヴェイユが死んで4年後の1947年、彼女の思想を書き留めたノートを受け取っていた友人のギュスターブ・ティボンは生前シモーヌから託された十数冊の雑記帳（カイエ）を編纂し、『重力と恩寵』と題して出版した。無名の著者によるこの本は宗教・哲学分野としては異例のベストセラーとなりシモーヌ・ヴェイユ「発見」の先駆けとなった。

## 思想

### 美の必然性
ヴェイユは美を重視し、それは神や真理へ至るためのほとんど唯一の道であるとしている。したがって彼女の美に対する洞察はその思想の核心に近づいたものといえる。美を愛することは魂の自然な本性に備わっているから、だれでも美には惹きつけられる。もちろん、何を美しいと思い、愛するかには個人差がある。金を愛する守銭奴もいれば、権力を愛するものもいる。ヴェイユは享楽への愛を否定する。贅沢は高慢であり、己を高めようとすることである。彼女の言う美や愛とはそのような対象への支配と逆の、自己否定である。真に美しいものとはそれがそのままであってほしいものである。それに何かを付け加えたり減らしたいとは思わない完全性、それが「なぜ」そのようにあるのかという説明を要せず、それがそのままで目的としてあるもの。「美は常に約束するけれど、決して何ものをも与えようとはしない。」という彼女の言葉はそのことを表している。美は何かの手段とならず、それ自身しか与えない。
人は美に面したとき、それを眺め、それ自身の内なる必然性を愛する。そして必然性を愛するということは、対象への自己の支配力を否定することである。自己を拡張しようという欲求は対象を食べてみずからの内に取り込もうとするが、美は距離を置いて見つめる対象でしかない。それを変化させたり所有することは汚すことである。美の前で人は飢えながらも隔たりをもってそれを見つめ、そのままで存在してほしいと願う。

### 不幸
ヴェイユは美のほかに不幸が真理に至る道になるという。説明不能でありながら魂に染み込んでくる実在的なものという点で美と不幸は共通する性質を持つ。ただし不幸は美のように、人にとって自然な道ではない。自己を強大化し、他人を支配するための力を求めるのが魂にとっては自然なのである。ヴェイユはそのような力の崇拝を嫌悪していた。弱者に対して野蛮に振る舞う人の本性を彼女は洞察している。弱者は強者の前で意志の自由を失い、服従するだけの物質と化してしまう。人が力に屈服し、人格を失ってしまった状態。それが不幸と呼ばれる。不幸はまったく理不尽に人に食い込んでくる。ヴェイユは工場のなかで魂のない奴隷へと下落したたくさんの人間を見、自らもそれを体験した。真の不幸は苦しんでいる当人すら自分の苦しみのありさまを理解できないほどに思考力を奪う。そのように不幸な人は、人格としては存在すらしていないのである。
隣人愛は不幸な人の存在していない人格を存在させる。それは自らは飢えて相手を満たそうとする。その人の人格を愛するというのではなく、ただ、その人自身であるということによってのみ愛するのだ。強いから、美しいから、善いから愛するのではなく、また、愛すべきものを自己に取り込もうとするのではなく、真の愛は不在として絶対の対象を求める。
存在していないものへの気遣い、それは注意力によって可能となる。ヴェイユの注意は隔たりをもったはるか遠くの弱きもの、小さきものに注がれる。注意力はヴェイユの思想の中で大きな位置を占めている。彼女は神への注意を祈りと呼び、真の宗教は極度の注意力を必要とするとしている。注意とは思考を停止させ、無欲で純粋な待機状態になることである。それは努力と忍耐を尽くさねば為しえないが、何かを得るための努力ではなく、むしろ徹底した待望なのである。人は努力したのに報いが得られないということに耐えられず、真実を歪めてでも報いを求めてしまう。ヴェイユの注意とは報いではなく真実を求めるものであり、いかに悲惨なことでもそのままに見つめることだ。この時の純粋さとは汚れを避けることではなく、汚れを見つめうる純粋さだ。それは真理を報いとして求めるものでもない。それは生命よりも真理を愛し、自分の不完全さを徹底して理解することを欲する。
いかに激しい苦痛のなかでも正しい方向へと向かう力、愛する力を失わないよう願うことはできる。ヴェイユとて苦しみを好んでいたわけではなく、喜んで不幸を受け取れとは言わない。そのようなことを言うのは、人々の不幸を見過ごしにすることだ。喜びは喜びとして、不幸は純粋に不幸として受け取らなくてはならない。しかし純粋な不幸を愛をもって受け入れるという奇跡をなしえたとき、不幸は神に触れる啓示になりうるというのである。

### 真空
自然なあり方として人は自己を増大させようとする。自らをすり減らすというのは自然なことではなく、超自然的なことである。自己無化に貫かれるヴェイユの思索は根底で神と結びつく。ヴェイユが残したノートを彼女の友人のティボンが編集した本『重力と恩寵』の冒頭にはこうある。
魂の自然な動きはすべて、物質における重力の法則と類似の法則に支配されている。恩寵だけが、そこから除外される。
この世はひたすら下落へと向かう重力に支配されており、それから免れようにも重力に支配された魂は誤りを犯す。だから自分から高まろうとするのではなく、待望こそ必要とされるのである。すべてをもぎ取られた真空としての待望である。そして真空とは自然なことではない。ヴェイユによれば下落から逃れて高みに昇るのは恩寵によってのみ可能であるが、重力の下降運動、恩寵の上昇運動とともに恩寵の二乗としての下降運動があり、これは重力と無関係に自ら下降する。
ヴェイユは自己否定としての神を語る。キリストの受難もそのように捉えられている。神から最も離れており、神に立ち戻るのは絶対に不可能なほどの地点にある人のもとに、神が人としてやってきて十字架にかかったということは神の自己否定であるという。
ヴェイユによれば世界の創造も自己否定である。神は世界創造以前にはすべてであり、完全であった。しかし神は創造によって自分以外のものが世界に存在することに同意し、自ら退いたのである。神と神以外のものの総計は、神だけが存在する状態よりも小さい。創造とは拡大ではなく収縮である。神の代わりに世界を支配するようになった原理は、人格の自律性、物質の必然性である。神の自己否定によって存在を与えられた我々は神の模倣、つまり自己否定によって神に応えることができるという。そして応答としての自己否定とは具体的には隣人愛と世界の美への愛なのである。この愛とは、神がそのように創造した世界を受け入れることと言ってもよい。つまりそれ自身のために、自己の支配力を否定することである。
世界が善だから愛するというのではなく、悪をみつめ、悪を憎悪しつつも善と悪を造った神と、神が創ったこの世界を愛することを説く。ヴェイユは偽りの慰めを退け、想像上の神を信じる者より神を否定する者の方が神に近いという。全く神が欠けているということでこの世界は神そのものであり、この奥義に触れることで人ははじめて安らぐことができると、ヴェイユはノートに書き残している。

## 政治思想

### マルクス主義批判
労働運動に身を投じたヴェイユは、マルクス主義を研究したが、スターリニズムなどのソ連の問題が明かされるようになると、批判を強めていった。やがてヴェイユはソ連の国家体制の歪みについて、スターリニズムだけでなく、レーニン、さらにマルクスの理論的瑕疵にも原因があると考えるようになった。

### トロツキーとの激論
ヴェイユは、スターリンらから国外追放処分を受け、亡命していたレフ・トロツキーを1933年末に匿った際に激論を交わした。論争は、主としてロシアが労働者の国家であるか否かをめぐる問題に集中していた。トロッキーは激怒し、問題はあってもロシアはやはりれっきとした労働者国家だと反論した。
吉本隆明はヴェイユの残したメモから論争を再構成した。“ヴェイユは国家機関にいる共産党官僚に専制をゆるしているロシアの労働者たちをみれば、ソ連邦は労働者の国家とはいえない。国家機関の解体、社会の個人にたいする従属が出来あがらないかぎり、プロレタリア革命の成就とはいえないと主張し、トロッキーは"『個人主義者たち（民主主義、無政府主義者）たちが完全に個人を防衛することは決してない（それはできないことだ）。ただかれらの個性をそこなうものに対してのみ（戦う）にすぎない』と反論した。ヴェイユは『観念論的なのはあなたのほうだ。あなたは隷属させられている階級（労働者-註:吉本）を支配階級と呼んでいるだから』”とやり返し、吉本隆明は互いにぴたりとはまった応酬は今も興味深いと評した。
トロツキーは激怒したが、退去の際に「第四インターナショナルが創設されたのはお宅でのことだ」とも述べた。

### ソ連の官僚機構批判
ヴェイユは、1933年8月の論文「展望」で、ロシア革命が起こって15年経ったが、本来の意味でのソヴィエト(労働者評議会)はどこにも存在しないし、革命によって成立した体制は、今やプロレタリアの革命的闘争を絞殺していると批判する。ソ連・ロシアでは、言論の自由はなく、見解を自由に発表するには流刑の覚悟がなければならず、共産党による一党独裁体制で、他の政党は監獄にあり、しかもその共産党は書記局に牛耳られた行政機関に矮小化されているし、ロシア帝国時代よりも武装化を百倍強化させた警察があり、市民は恒常的に監視されている。トロツキーは、ソ連の体制を、「官僚主義的に歪曲されているが、プロレタリア独裁であり、労働者国家である」というが、労働者が官僚カーストの意のままに動かされる国家を労働者国家と呼ぶのは悪趣味な冗談だとヴェイユは批判する。
工業官僚制の本質は、激化する専門化にある。マルクスは、解放への障碍が、交換や所有制度ではなく、官僚的軍事的国家であることを看破していた。しかし、これは資本主義経済そのものから提起される問題とは別の問題であったとヴェイユはいう。ヴェイユによれば、マルクスは、管理的職能が、所有権の独占とは別に、新しい抑圧段階を生むかどうかを問わなかったし、管理者への従属に基づく生産様式が官僚カーストによる独裁の発生を防止することが可能なのかも不明である。何らかの独占を与えられた社会層は、自らの階層の基盤が崩壊するまで独占を保持するのであり、管理職能を与えられた階層が、独占的職能を大衆に開放し、労働者に国家運営や企業運営を学ぶことを許可することなどありえない。官僚主義は、責任を負わない機械仕掛けであり、際限ない寄生状態を作り出し、「年次計画」は、資本主義的競争がつくりだす無秩序に匹敵する無秩序をもたらす。力を行使する集団は人々の幸福のためには働かず、おのが権勢の増強のためにのみ働く。
資本主義は、生産労働を搾取し、プロレタリアートの解放こそしないが、あらゆる領域で、創意工夫、自由な検討、発明、天分にのびやかな飛躍を与えた。これに対して、官僚機構は、あらゆる判断と天分を排除して、その構造そのものにより、権力の全体的掌握に向かい、万事に対してなんぴとも逸脱できない唯一の公的見解が提示される。そこでは、個別的な価値のすべてを窒息させる国家崇拝が蔓延し、資本主義、封建主義においてさえも個人や集団が自律的に発展する余地は残されていたが、この官僚機構は、「あらゆる自発性、あらゆる教養、あらゆる思考を殲滅していく体系」である。
アメリカのルーズベルト、ドイツのナチス、ソ連のスターリン体制は、いずれも組合官僚、産業官僚、国家官僚の三体制を統一している。ファシズム、社会主義、共産主義のいずれも、現在の大衆政治はすべて国家資本主義に向かっており、これに対抗する経済自由主義は腰砕けになり、労働者民主主義は失念されている。
トロツキーはヴェイユに対して、自分の人格を守る古臭い自由主義だと反論した。なお、トロツキーがヴェイユの家に匿われるのはこの二ヶ月後である。
ヴェイユは「自由と社会的抑圧」において、次のように論じた。マルクスはあらゆる工業国に社会主義が建設されたとき、あらゆる闘争は終わるとした。しかし、革命は同時に万国で行われはしないし、一国で革命が行われると、他国より強くなるために労働者に対する搾取と抑圧が強化されることは、ロシア革命が示した。マルクスによる抑圧と生産力発展との関係についての分析は、みごとであるが、抑圧の発生は部分的にしか示されておらず、なぜ分業が抑圧に転化するのかは明らかにされていない。また、抑圧の終焉を期待することが必然的なものだとは証明されていないし、マルクス主義者はこの問題をどれひとつとして解決しなかったとヴェイユは批判する。現代では、あらゆる領域で国家権力が主権者となるような体制へ向かっているが、その典型がソ連であるという。
レーニンは当初は、民衆から分離した軍隊や警察や官僚制などが存在しないような国家の樹立を唱えていたが、ひとたび権力を握ると、内戦の間に官僚的、軍事的、警察的な機構を建設し、この機構は不幸な民衆の上にかつてない重みでのしかかるようになったとヴェイユはいう。

### 革命戦争への批判
ヴェイユは「戦争にかんする考察」(1933)において、1792年のフランス革命戦争は諸外国の専制君主に対して立ち上がり、同時に宮廷とブルジョワジーの支配を打ち壊す勝利の進撃とみられた。革命戦争という観念が生まれると、革命家にとって戦争そのものが一種の威信をもつようになり、ルイ・フィリップの平和政策は非難され、プルードンは戦争を賛美し、抑圧された人民のための反乱は、解放戦争として肯定されるようになった。1870年には、マルクスとインターナショナルは、相戦う二国の労働者に向かって、あらゆる征服へ抵抗すること、しかし敵の攻撃に対しては自国の防衛を行うよう呼びかけ、エンゲルスも1892年にフランスとロシアが、ドイツに対して開戦したならば、全力で参戦するようドイツの社会民主主義者に呼びかけた。これは労働運動が強力に行われている国を守り、反動的な国を壊滅することが目指されてのことだった。これに対して、レーニンは民族戦争と革命戦争をのぞいて、労働者は、自国の敗北を希望し、自国の戦いをサボタージュしなければいけないと考えた。ヴェイユは、この思想では、すべての戦争は帝国主義的なものとして想定されているが、各国の労働者が自国の敗北のために努力することは、敵国の帝国主義の勝利に力を貸すことになるのであり、重大な困難をもたらすとし、マルクス主義の戦争観には統一性も明晰さもないと批判する。
レーニンは、ロベスピエールと同様に、中央集権国家の独裁制を樹立し、ロベスピエールがボナパルトの先導者となったように、スターリンの先導者となった。ロシア革命の当初は、旧軍隊は解体されていたが、白衛軍と外国の干渉の恐れのために、ロシアは戒厳令下に置かれ、旧軍の将校3万人が現役にくり入れられ、軍律や中央集権制が復活され、軍が再建され、これと並行して、官僚制と警察も再建された。このように革命戦争は革命の墓穴であるとヴェイユはいう。

### スペイン内戦の体験
1938年にヴェイユは、スペイン内戦でアナキストグループに参加した時の体験をG.ベルナノスに対して、詳細に語っている。ヴェイユは、スペイン市民戦争において無政府主義者の絶対自由主義的で人道主義的な理想に相反する非人道的行為を目の当たりにした。
シトヘスからマリョルカに派遣された義勇兵40人のうち9人が死亡したが、帰還した義勇兵は報復討伐を行い、ファシストとみなされた町民9人を殺害した。被害者の一人のパン屋は、かつて民兵に参加した経歴があるというだけで殺害された。
アラゴンでは、義勇兵22人が、ファランヘ党員の15歳の少年に対して、アナキストになるか死ぬかを選ぶように迫り、少年は拒否したために銃殺された。ある村では、共和派の義勇兵が退却したときに行動をともにしなかった村民の若者を「ファシストを待っていたのだから、ファシストに違いない」との理由で、即座に銃殺した。また、2名のアナキストが1人の司祭を殺害したあと、もう1人の司祭に「行っていい」といったあと20歩ほどして射殺した話を「笑い話」として話すのを聞いたが、ヴェイユは笑わなかった。
バルセロナでは、一晩に平均50人が殺害された。義勇兵であるインテリたちは、流血に対して反発や嫌悪を表明するものはおらず、食事会では、司祭やファシストを何人殺したかを語り合い、殺害をはげますような微笑をうかべ、一種の誘惑、酩酊のような状態にあった。フランスの義勇兵たちは、外見は、人を殺しそうにもない、おとなしい人々であったが、彼らは血に塗りつぶされた雰囲気のなかに明らかに楽しげに浸かっていた、とヴェイユは証言する。
これらの経験によって、ヴェイユはそれ以降の政治活動から離れることとなった。

### アヘンとしての革命
ヴェイユは「奴隷的でない労働の第一条件」(1941)において、革命感情は、最初は、不正に対する反抗にすぎないが、過去の歴史が示しているように、国家的帝国主義と類似する労働者帝国主義に変貌をとげてしまうし、その目的は、一つの集団による人類全体、人類生活の全局面にたいする全く無制限の支配であると論じる
ヴェイユは『重力と恩寵』(1947)において、次のように論じる。
ヴェイユは「根をもつこと」において、「マルクシズムの名で識られている、漠然とした、多かれ少なかれ虚偽である思想の混合物」は、低級な理論的大衆化が付け加えられており、労働者にとっては異質で、糧となる価値をもたず、労働者の根こぎを極限にまでもってゆくことになっていると批判する。革命においては、労働者が社会に根をおろすことができるような変革よりも、労働者がすでに蒙っている根こぎを社会全体に押しひろげる種類の変革の方が、はるかに多く認められるが、後者は前者の始まりとはなりえないとヴェイユは述べる。

## 著作

### 単著
- 『抑圧と自由』石川湧訳、東京創元社、1958年。
  - 『抑圧と自由』石川湧訳、東京創元社〈現代社会科学叢書〉、1965年。新版1977年
  - 『自由と社会的抑圧』冨原眞弓訳、岩波書店〈岩波文庫〉、2005年3月。ISBN 4-00-336901-7。
- 『労働と人生についての省察』黒木義典・田辺保訳、勁草書房、1967年。
  - 『労働と人生についての省察』黒木義典・田辺保訳、勁草書房、1986年1月。ISBN 4-326-15164-1。
- 『神を待ちのぞむ』田辺保・杉山毅訳、勁草書房、1967年。
  - 『神を待ちのぞむ』田辺保・杉山毅訳、勁草書房、1987年6月。ISBN 4-326-15064-5。
  - 『神を待ちのぞむ』渡辺秀訳、春秋社、2009年2月。ISBN 978-4-393-32538-4。著作集4の新装版
  - 『神を待ちのぞむ』今村純子訳、河出書房新社〈須賀敦子の本棚〉、2020年8月。ISBN 978-4309619989。
- 『愛と死のパンセ』野口啓祐訳、南窓社、1969年。複数の著作からの「抜粋」訳
- 『ロンドン論集とさいごの手紙』田辺保・杉山毅訳、勁草書房、1969年。
  - 『ロンドン論集とさいごの手紙』田辺保・杉山毅訳、勁草書房、1987年。
  - 『ロンドン論集とさいごの手紙』田辺保・杉山毅訳（改装版）、勁草書房、2009年6月。ISBN 4-326-15404-7。
- 『シモーヌ・ヴェイユ詩集』小海永二訳、青土社、1971年。
  - 『シモーヌ・ヴェイユ詩集』小海永二訳、青土社、1976年。
  - 『シモーヌ・ヴェイユ詩集　付 戯曲・救われたヴェネチア』小海永二訳（改訂新版）、青土社、1992年5月。ISBN 4-7917-5182-5。
- 『工場日記』田辺保訳、講談社〈講談社文庫〉、1972年。
  - 『工場日記』田辺保訳、講談社〈講談社学術文庫〉、1986年9月。ISBN 4-06-158753-6。
  - 『工場日記』冨原眞弓訳、佐藤紀子解説、みすず書房、2019年7月。ISBN 4-622-08817-7。
- 『重力と恩寵 シモーヌ・ヴェイユ「ノート」抄』田辺保訳、講談社〈講談社文庫〉、1974年。
  - 『重力と恩寵』田辺保訳、筑摩書房〈ちくま学芸文庫〉、1995年12月。ISBN 4-480-08242-5。
  - 『重力と恩寵』渡辺義愛訳、春秋社、2009年8月。ISBN 978-4-393-32539-1。著作集3の新装版
  - 『重力と恩寵』冨原眞弓訳、岩波書店〈岩波文庫〉、2017年3月。ISBN 4-00-336904-1。新校訂版からの新訳
- 『科学について』福居純・中田光雄共訳、みすず書房、1976年。
- 『超自然的認識』田辺保訳、勁草書房、1976年。
  - 『超自然的認識』田辺保訳、勁草書房、1984年10月。
  - 『超自然的認識』田辺保（改装版）、勁草書房、2014年5月。ISBN 4-326-15429-2。
- 『ギリシアの泉』冨原眞弓訳、みすず書房、1988年11月。ISBN 4-622-03031-4。
  - 『ギリシアの泉』冨原眞弓訳、みすず書房〈みすずライブラリー〉、1998年9月。ISBN 4-622-05027-7。選書判
- 『カイエ 1』山崎庸一郎・原田佳彦共訳、みすず書房、1998年11月。ISBN 4-622-03052-7。
- 『カイエ 2』田辺保・川口光治訳、みすず書房、1993年7月。ISBN 4-622-03053-5。
- 『カイエ 3』冨原眞弓訳、みすず書房、1995年9月。ISBN 4-622-03054-3。
- 『カイエ 4』冨原眞弓訳、みすず書房、1992年1月。ISBN 4-622-03055-1。
- 『ヴェイユの言葉』冨原眞弓編訳、みすず書房〈大人の本棚〉、2003年11月。ISBN 4-622-08043-5。断章と詩を軸とする「抜粋」訳
  - 『ヴェイユの言葉』冨原眞弓編訳（新装版）、みすず書房、2019年10月。ISBN 4-622-08860-6。
- 『根をもつこと』山崎庸一郎訳、春秋社、2009年2月。ISBN 978-4-393-32537-7。著作集5の新装版
  - 『根をもつこと 上』冨原眞弓訳、岩波書店〈岩波文庫〉、2010年2月。ISBN 4-00-336902-5。
  - 『根をもつこと 下』冨原眞弓訳、岩波書店〈岩波文庫〉、2010年8月。ISBN 4-00-336903-3。
- 『前キリスト教的直観』今村純子訳、法政大学出版局〈叢書・ウニベルシタス〉、2011年10月。ISBN 978-4-588-00964-8。
- 『シモーヌ・ヴェイユ　アンソロジー』今村純子編訳、河出書房新社〈河出文庫〉、2018年7月。ISBN 4-309-46474-2。複数の主著からの編訳版

### 著作集
- 『シモーヌ・ヴェーユ著作集 第1　戦争と革命への省察　初期評論集』春秋社、1968年。
- 『シモーヌ・ヴェーユ著作集 第2　ある文明の苦悶　後期評論集』春秋社、1968年。
- 『シモーヌ・ヴェーユ著作集 第3　重力と恩寵』春秋社、1968年。
- 『シモーヌ・ヴェーユ著作集 第4　神を待ちのぞむ』春秋社、1967年。
- 『シモーヌ・ヴェーユ著作集 第5　根をもつこと』春秋社、1967年。
- 『シモーヌ・ヴェーユ著作集 1』橋本一明・渡辺一民編（新装版）、春秋社、1998年11月。ISBN 4-393-32531-1。
- 『シモーヌ・ヴェーユ著作集 2』橋本一明・渡辺一民編（新装版）、春秋社、1998年11月。ISBN 4-393-32532-X。
- 『シモーヌ・ヴェーユ著作集 3』橋本一明・渡辺一民編（新装版）、春秋社、1998年10月。ISBN 4-393-32533-8。
- 『シモーヌ・ヴェーユ著作集 4』橋本一明・渡辺一民編（新装版）、春秋社、1998年9月。ISBN 4-393-32534-6。
- 『シモーヌ・ヴェーユ著作集 5』橋本一明・渡辺一民編（新装版）、春秋社、1998年12月。ISBN 4-393-32535-4。
- 『シモーヌ・ヴェーユ選集 Ⅰ 初期論集：哲学修行』冨原眞弓訳、みすず書房、2012年1月。ISBN 4-622-07660-8。
- 『シモーヌ・ヴェーユ選集 Ⅱ 中期論集：労働・革命』冨原眞弓訳、みすず書房、2012年8月。ISBN 4-622-07661-6。
- 『シモーヌ・ヴェーユ選集 Ⅲ 後期論集：霊性・文明論』冨原眞弓訳、みすず書房、2013年12月。ISBN 4-622-07662-4。

### 政治論文
| 掲載紙・掲載誌（主催者・組織）                                                                | 1932年                                                        | タイトル | 1933年                                 | タイトル |
| --------------------------------------------------------------------------------------------- | ------------------------------------------------------------- | --- | -------------------------------------- | --- |
| 『レフォール』紙 リヨン建設組合連合機関誌                                                     | 1月2日 23日 同号 30日 2月3日 20日 3月12日 19日 4月16日 7月2日 | 22人委員会解消のあと サン=テチエンヌ地方にて 1月16日の集会(U・テヴノンと連名) 搾取の諸様式 学習サークル 非武装会議 資本と労働者 ある鉱山の訪問ののちに フリッチの死をめぐって ソビエトとアメリカ | 7月22日 10月28日 同号 12月2日 12月26日 | 勤労者の国際的祖国 C・G・T・U 大会 あの平和主義者たちはみなどこにいたか？ (無署名) ソビエトの問題 科学的社会主義の概念                                                                         |
| 『リーブル・プロポ』誌 アラン主催                                                             | 3月 8月 同号 10月25日                                         | ブリアン死後 ドイツ革命の条件。『次は何か』 レオン・トロッキー著 ドイツ便り 待機するドイツ （後半は翌月号）                                                                                      | 6月25日                                | フレーネ事件 |
| 『ラ・レヴォリュシオン・プロレタリエンヌ』 (プロレタリア革命) 誌 反スターリン系コミュニスト誌 | 4月 8月25日 11月25日 同号 12月10日                            | 警官は王様、フリッチの虐殺と埋葬 (※1) ドイツの初印象 ベルリンの交通ストライキ ドイツの総選挙 ドイツ共産党と労働組合 (無署名)                                                                     | 7月10日 8月25日 12月10日               | C・G・T・U 組合員への呼びかけ。 組合民主主義のために！変更排除反対！ (3人連名) 展望－我々はプロレタリア革命に 向かっているか? (10月,この論文をトロッキーが強く批判) ≪集団≫の利益と権力者の利益 |
| 『レコール・エマンシペ』誌 ロワール県ソミュール市の週刊誌                                     | 12月4日                                                       | ドイツにおける状況 (連載〜1933.3.05号まで) | 4月9日 5月7日 7月23日                  | ドイツにおける状況について MORへの回答についての若干の所見 世界政治におけるソビエトの役割 |
| 『トリビュヌ・ド・サン=ティエンヌ』紙 (発行母体不明)                                          | 1月14日 21日                                                  | 失業者運動の新段階 教訓的な話 |                                        | |
| 『オート=ロワール地区報』 フランス教職員組合発行                                              | 1〜2月                                                        | カースト制の残存 (労働者と握手した事をスキャンダル化した 地元保守新聞への批判) |                                        | |
| 『ル・トラヴァイユール・ド・ランセーニュマン』 誌                                             |                                                               | | 2月                                    | サンディカリストである一同士への手紙 |
| 『ラ・クリティック・ソシアル』(社会批評)誌 ボリス・スヴァリーヌ主宰                           |                                                               | | 9月 〃 11月 〃                         | E・O・フォルクマン「ドイツ革命」 E・グンター=グルンデル「若い世代の使命」 戦争に関する考察 ローザ・ルクセンブルグ「獄中書簡」 レーニン「唯物論と経験批判論」                                   |

| 未発表 | 1932年 | ・数学教育 | 1933年 | ・革命戦争についての断片 ・ボイコットについてさらに一言 |

| 掲載紙・掲載誌（主催者・組織）                                    | 1937年                                | タイトル |
| ----------------------------------------------------------------- | ------------------------------------- | --- |
| 『サンディカ』紙                                                  | 2月4日 2月11日 3月18日 4月8日 4月22日 | モロッコに関する歴史を 権威の危機? ローマ民衆のストライキ 国家の威信と労働者の名誉 戦争の危機と労働者の得たもの |
| 『ラ・レヴォリュシオン・プロレタリエンヌ』 （プロレタリア革命）誌 | 2月10日 6月10日                       | パリ地区労働組合連合大会 女子精錬工                                                                             |
| 『ヴィジランス』紙                                                | 2月10日                               | モロッコ、または剽窃行為の時効                                                                                  |
| 『フィユ・リーブル・ド・ラ・キャーンゼーヌ』紙                    | 3月25日                               | チュニジアでは血が流れている                                                                                    |
| 『ヌーボー・カイエ』誌 同年3月にドゥトゥフらが創刊した半月刊誌    | 4月1日,15日 12月15日                  | トロイア戦争をくりかえすまい オーギュスト・ドゥトゥーフへの手紙                                                 |
| 『デ・ワーベンス・ネーデル』誌 ハーグ(オランダ)                   | 12月12日                              | 抑圧の分析 (『自由と社会的抑圧の諸原因についての考察』の抄)                                                     |
| 不明 (『労働の条件』)                                             | 9月30日                               | 労働の条件（"労働と人生についての省察"）収録                                                                    |

| 未発表 | 1937年 | _______＿＿＿＿ 末頃 (または翌年初め） | ノール県の諸紛争より得られる教訓についての覚え書 産業企業体における内部体制のための計画の諸原則 ある屍に関する省察 進歩と生産 経済に関する若干の考察 独仏の関係について(*未完) ＿＿＿＿＿＿＿＿＿＿＿＿＿＿＿＿＿＿＿＿＿＿＿＿＿＿＿＿＿＿＿ マルクス主義の矛盾について （『抑圧と自由』所収） 革命と進歩の観念に関する批判的検討 （〃 ） |

### 共著
- 渡辺義愛訳「神への愛についての雑感」-『現代キリスト教思想叢書 第6巻』白水社、1973年。
- 『純粋さのきわみの死 : さいごのシモーヌ・ヴェイユ』田辺保著、北洋社、1978年2月。NCID BN03148648
  - ジョー・ブスケとの全往復書簡を収録。『さいごのシモーヌ・ヴェイユ』（お茶の水書房、1984年）で再刊 ASIN B000J6U7VM。[122]

## 関連文献・作品
- クロード・ダルヴィ『シモーヌ・ヴェーユ －その劇的生涯－』稲葉延子訳、春秋社、1991年。

（著者の戯曲「シモーヌ・ヴェーユ1990-1943」の台本や、兄アンドレのインタビュー番組の採録、訳者による吉本隆明へのインタビュー、同時代評など）
- シルヴィ・クルティーヌ＝ドゥナミ『シモーヌ・ヴェイユ　天上の根を求めて』庭田茂吉・落合芳訳、萌書房、2013年7月。
- 『別冊水声通信　シモーヌ・ヴェイユ』水声社、2017年12月。アルベール・カミュほか全25名の作家論
- フロランス・ド・リュシー『シモーヌ・ヴェイユ』神谷幹夫訳、白水社〈文庫クセジュ〉、2022年。
- 『別冊環　甦るシモーヌ・ヴェイユ』鈴木順子（編者代表）、藤原書店、2024年。
- ジョルジュ・バタイユ『空の青み』伊東守男訳、河出文庫、2004年。
- シモーヌ・ド・ボーヴォワール『娘時代－ある女の回想 (1)』 朝吹登水子訳、紀伊国屋書店、1961年。

（「『娘時代』にでてくるヴェーユとかバタイユの『空の青み』のなかに出てくるヴェーユとか....側のほうから関心がせばまってきて、それじゃあ読んでみようかいう気になった印象をもってます」吉本隆明）
- 澤田愛子『末期医療からみたいのち』、朱鷺書房、1996年。

（「私は以前から患者の様々な苦悩を見るにつけ、なぜ良い人々がこんなにも苦しまねばならないのか。また若い人の死や突然の死に遭遇して、なぜこんなに過酷なことが許されるのかと問い続けてきた。このような疑問にヴェイユの思想は真っ向から答えてくれるものであったのだ」）
- 笠井潔『サマー・アポカリプス』創元推理文庫、1996年（初出1981年『アポカリプス殺人事件』改題）

（「ナチズムの力は、本質的には霊的な力だった。だからナチズムを倒すための闘いは、あくまで霊的な闘いである以外無かった。ワイマール国家でナチズムと真に対峙しえたのは、シュタイナーの人智学運動だけだった。…　しかし霊的闘争においてシュタイナーたちの勢力は敗れ去った。…　こうして戦争への道は掃き清められたのだ。しかし、ナチスのヨーロッパ征服戦の渦中で、ただ一人、正面からナチのオカルティズムに対抗した女性思想家が生まれた。シモーヌ・ヴェイユだ」p50）
- 最首悟『星子が居る』、世織書房、1997年、

（「『宇宙にたった一人しか居ないと仮定するならば、その人間はいかなる権利も有せず、ただ義務のみを有することとなろう。』というシモーヌ・ヴェイユの言葉が、あらためて新鮮に想起される。この〈義務〉をめぐって私はすいぶんとわからなかったのである。そして、この〈義務〉こそがあらゆる宗教の原点であることにたどりつくのにも時間がかかった」p73-74「少数者運動では多かれ少なかれ、権利によって何かができる、ということはない。権利主体という言葉が意味をなさないのです。そんなこといっても、権利主体や多数派は屁とも思ってくれない。私たちにもともとあるのは、天から降って来たような権利とかじゃなくて、すくなくとも生まれてきたからには生を全うするという、ほとんどそれだけのことです。そしてそれはほとんど義務ではないでしょうか。私たちはむしろ義務主体的ではないか。そしてたとえば私の子ども星子のような者がいて、当然ながら生についての義務主体で、しかし力を添えなくては生を全うするのに困難なことがあると親（他人）のこの私が思ったとたんに、そこに星子は権利客体として誕生するのだろうと思います。」p439）
- エティエンヌ・ド・ラ・ボエシ『自発的隷従論』西谷修 監修、山上浩嗣 訳、筑摩書房〈ちくま学芸文庫〉、2013年。

（付録にシモーヌ・ヴェイユ「服従と自由についての省察」収録）